# Kwiecień 2008

## 1 kwietnia2008
- Prezydent Botswany Festus Mogae zrezygnował z urzędu, a jego miejsce zajął dotychczasowy wiceprezydent, Seretse Ian Khama (BBC News)
- Sejm Rzeczypospolitej Polskiej wyraził zgodę na ratyfikację Traktatu z Lizbony zmieniającego Traktat o Unii Europejskiej i Traktat ustanawiający Wspólnotę Europejską. (rp.pl)

## 2 kwietnia2008
- Podczas szczytu NATO w Bukareszcie zadecydowano o zaproszeniu do sojuszu Albanii i Chorwacji. (Onet.pl)
- W wieku 97 lat zmarł w Krakowie o. Adam Studziński – kapelan w II Korpusie Polskich Sił Zbrojnych na Zachodzie i uczestnik bitwy pod Monte Cassino. (Gazeta.pl)
- Premier Irlandii (Taoiseach) Bertie Ahern zapowiedział rezygnację z urzędu w związku z prowadzonym dochodzeniem sądowym w sprawie zarzutów o korupcję. (Gazeta.pl)

## 5 kwietnia2008
- Robert Kubica po raz pierwszy w karierze zwyciężył w kwalifikacjach podczas Grand Prix Bahrajnu, co zapewniło mu start do wyścigu z pole position. (Onet.pl)

## 6 kwietnia2008
- W Czarnogórze odbyły się wybory prezydenckie. (Gazeta.pl)
- Robert Kubica zajął trzecie miejsce w wyścigu o Grand Prix Bahrajnu. (RMF FM)

## 7 kwietnia2008
- Podczas sztafety olimpijskiej doszło do protestów m.in. w Londynie i Paryżu oraz próby zgaszenia znicza olimpijskiego w związku z sytuacją w Tybecie. (Gazeta.pl)

## 8 kwietnia2008
- Z kosmodromu Bajkonur wystartowała misja Sojuz TMA-12, w skład której wchodzi pierwsza kosmonautka z Korei Południowej Yi So-yeon. (Onet.pl)

## 9 kwietnia2008
- W Korei Południowej odbyły się wybory parlamentarne. (rp.pl)
- Tajna Rada Wielkiej Brytanii zaakceptowała zmiany prawa prowadzące do wprowadzenia demokracji i likwidacji ostatniego w Europie systemu feudalnego na wyspie Sark. (news.bbc.co.uk)
- W Łodzi zmarł Andrzej Ostoja-Owsiany, polski polityk i pisarz, działacz opozycji demokratycznej w okresie PRL, poseł na Sejm II kadencji, senator RP IV kadencji (Gazeta.pl, INTERIA.PL, PAP)

## 10 kwietnia2008
- Prezydent Lech Kaczyński podpisał ustawę umożliwiającą ratyfikację Traktatu z Lizbony. (Gazeta.pl)
- W Nepalu odbyły się wybory do Zgromadzenia Konstytucyjnego. (BBC News)

## 13 kwietnia2008
- W przedterminowych wyborach parlamentarnych we Włoszech najwięcej głosów uzyskał Lud Wolności Silvio Berlusconiego. (Onet.pl)

## 14 kwietnia2008
- W Teatrze Narodowym wręczono Polskie Nagrody Filmowe za rok 2007. W kategorii najlepszy film nagrodzony został Katyń w reżyserii Andrzeja Wajdy. (Filmweb)

## 16 kwietnia2008
- W wieku niespełna 96 lat zmarł Ollie Johnston, ostatni członek legendarnego zespołu animatorów Disneya. (Gazeta.pl)

## 19 kwietnia2008
- Wisła Kraków zdobyła tytuł mistrza Polski w piłce nożnej (Sport.pl)

## 20 kwietnia2008
- Fernando Lugo wygrał wybory prezydenckie w Paragwaju. (BBC News)

## 25 kwietnia2008
- W Warszawie zmarł profesor Romuald Kukołowicz, żołnierz AK, działacz niepodległościowy, doradca prymasów Stefana Wyszyńskiego i Józefa Glempa. (Był przyjacielem Prymasa Tysiąclecia).

- W Science ukazały się wyniki badań klasyfikujących tyranozaury na drzewie filogenetycznym bliżej ptaków niż gadów. (Streszczenie artykułu).

## 27 kwietnia2008
- Co najmniej 2 osoby zginęły, a 11 zostało rannych w nieudanym zamachu na prezydenta Afganistanu Hamida Karzaja (BBC News).

## 29 kwietnia2008
- W wieku 102 lat zmarł Albert Hofmann – szwajcarski chemik, odkrywca LSD. (Gazeta.pl)

## 30 kwietnia2008
- W wieku 85 lat zmarł profesor Jan Łopuszański fizyk teoretyk, profesor Uniwersytetu Wrocławskiego, członek Polskiej Akademii Nauk (Odszedł fizyk; Wspomnienie ucznia)